# Vlugterstuw

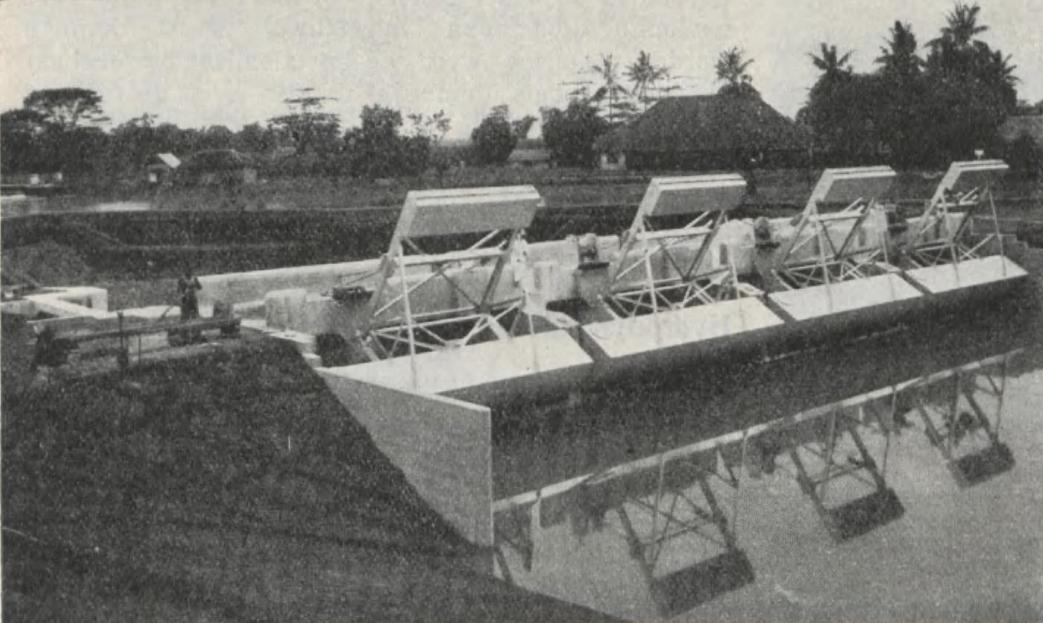
Vlugterstuw bij Wonokerto aan het Prauwvaartkanaal langs de weg Semarang-Demak. Stuwhoogte 1,50 m. Breedte per klep 7 m.

Een vlugterstuw is een type automatische stuw voor een constante stroomopwaartse waterstand die werkt op een zeer klein verval z binnen de grenzen van het ontwerpdebiet Q. De stuw werd voor het eerst ontwikkeld in de jaren 1930 in het toenmalige Nederlands-Indië Indonesië en is succesvol toegepast in irrigatiekanalen, in afvoeren en in rivieren. Een windwerk met lieren wordt meestal toegepast om de stuw handmatig te openen om drijvend vuil door te laten.
Ingenieur H. Vlugter heeft het type beschreven in De Ingenieur in Nederlandsch-Indië van 1940.

## Beginsel

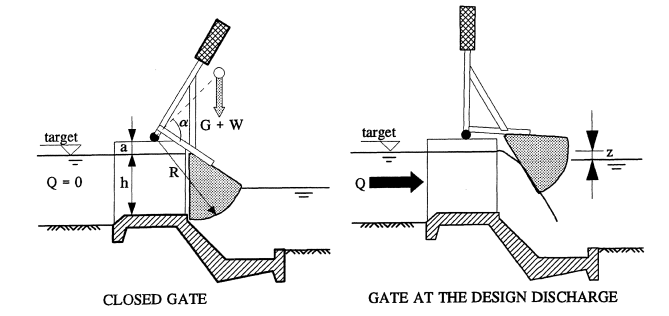
De werking van een vlugterstuw

De stuw bestaat uit een drijvende trommel die functioneert als een schuif en als tegengewicht, zie figuur. De voorkant van de trommel is verticaal, maar de trommel heeft een semi-cirkelvormig achtervlak. Het midden van de cirkel van het achtervlak is hetzelfde als de rotatieas van de stuw zodat de hydraulische stuwkracht van het stroomafwaartse waterniveau door de as stroomt en niet leidt tot een moment op de trommel. Het contragewicht bevindt zich boven de trommel om een moment te bieden tijdens de lagere debieten, en om geen moment te veroorzaken bij de hogere debieten om het drukverlies over de stuw te verminderen. De locatie van de contragewicht W is ook bepaald door de hoek {\displaystyle \alpha }, zie ook figuur. De modeltests van de vlugterstuw zijn gebaseerd op de hoek {\displaystyle \alpha =45^{\circ }}. De bepaling van de grootte van het contragewicht is identiek aan dat van de begemannstuw, maar het exacte gewicht moet in het veld worden bepaald totdat de stuw opent en correct wordt gesloten.

## Hydraulica
De diepte {\displaystyle h} van de drempel en de breedte {\displaystyle b} van de constructie volgen uit de snelheidscomponent  van de Wet van Bernoulli {\displaystyle z=1{,}0{\frac {v^{2}}{2g}}} en de relatie {\displaystyle {\frac {b}{h}}\approx 5} zoals toegepast in de modeltesten. Het stijghoogteverschil {\displaystyle z} treedt op bij het ontwerpdebiet, waarbij {\displaystyle v} de snelheid is door de constructie zonder stuw. De hoogte {\displaystyle a} van de as boven de ontwerpwaterstand is bij voorkeur {\displaystyle {\tfrac {1}{2}}h}.

## Verval

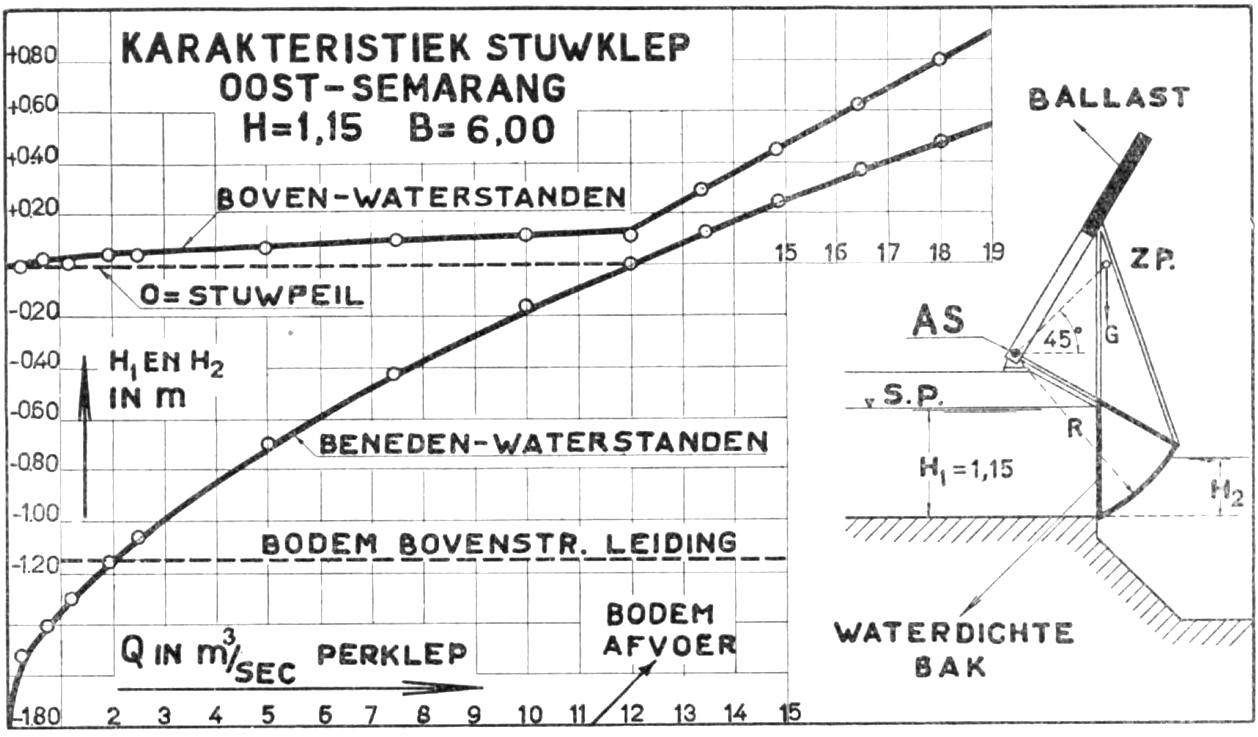
Karakteristiek van de vlugterstuw

Het verval {\displaystyle A_{h}} over de vlugterstuw is volgens modelonderzoek in de orde van {\displaystyle A_{h}\approx 0{,}15h}. Dus de stilwaterdiepte in de constructie is {\displaystyle h-A_{h}}

## Opmerking
De romijnstuw wordt ook wel vlugter-romijnstuw genoemd,omdat de voorloper daarvan door Vlugter ontwikkeld is.